# Liste der Star-Wars-Videospiele
Dieser Artikel gibt einen Überblick über die Video- und Computerspiele, die im fiktiven Star-Wars-Universum spielen, dessen Geschichte mit dem 1977 erschienenen Kinofilm Krieg der Sterne (Originaltitel: Star Wars) begann. Schöpfer von Star Wars ist der Drehbuchautor, Produzent und Regisseur George Lucas. Obwohl Lucas mit der Gründung von Lucasfilm Games 1982 selbst den Markt der Videospiele betrat, wurden bis 1992 Star-Wars-Spiele ausschließlich von fremden Unternehmen entwickelt, welche die Rechte dafür in Form von Exklusivlizenzen erwarben. So veröffentlichte Parker Bros. 1982 das erste Star-Wars-Videospiel, das von Rex Bradford für den Atari 2600 entwickelte The Empire Strikes Back. Von 1988 bis 1992 war die Lizenz an Broderbund vergeben, die aber nur Umsetzungen der Arcade-Spiele veröffentlichten. 1992 fiel die Lizenz zurück an LucasArts und Lawrence Holland. In den folgenden Jahren wurden Spiele weitgehend von LucasArts entwickelt. Ab etwa 2000 beschränkte sich LucasArts wieder zunehmend auf die Rolle eines Lizenzgebers.
Unter dem Begriff Erweitertes Universum (engl. Expanded Universe) werden im Star-Wars-Kontext alle lizenzierten Star-Wars-Materialien außerhalb der Kinofilme gefasst. Das erweiterte Universum beinhaltet Bücher, Comic-Hefte, Spiele und andere Medien, die die Geschichten, die in den Filmen erzählt werden, erweitern. Die Erweiterung des Star-Wars-Universums begann im Jahr 1978. Mit der Übernahme der Star-Wars-Marke durch Disney im Jahr 2012 änderte sich das Expanded Universe grundlegend. Ende April 2014 gab Disney bekannt, dass das ehemalige erweiterte Universum nicht mehr zum offiziellen Kanon gehöre und unabhängig unter dem Sammelnamen Legends fortbestehe. Zum Star-Wars-Kanon gehören fortan die Kinofilme, die Serien Star Wars: The Clone Wars und Star Wars Rebels sowie alle (mit wenigen Ausnahmen) ab April 2014 erschienene und neu veröffentlichte, weitere Star-Wars-Medien. Star-Wars-Neuerscheinungen werden in Kooperation mit der sogenannten Lucasfilm Story Group erarbeitet, um die Kontinuität zwischen den einzelnen Werken zu wahren.
Es werden nur offiziell lizenzierte Spiele aufgeführt.

## Spielereihen

### Star Wars: X-Wing (1993–1999)
Die X-Wing-Reihe war eine von 1993 bis 1999 laufende Spieleserie, die insgesamt vier Flugsimulationen umfasste.
Im ersten Titel, X-Wing, übernimmt der Spieler die Rolle eines Piloten der Rebellen-Allianz, in deren Auftrag er mehrere lose zusammenhängende Missionen mit seinem Sternjäger erfüllt.
Als Nachfolger von Star Wars: X-Wing erschien 1994 TIE Fighter. Hier übernimmt der Spieler die Rolle eines Piloten in der Imperialen Flotte. Erneut nimmt er an verschiedenen Einsätzen teil, die allerdings nur geringe Berührungspunkte mit den Filmen haben.
1997 erschien mit X-Wing vs. TIE Fighter ein dritter Teil, der sich allerdings spielerisch von den Vorgängern unterscheidet. Das Spiel ist primär als Mehrspieler-Titel konzipiert und greift inhaltlich die Missionen aus den beiden Vorgängern in loser Reihenfolge auf. Auf einen eigenen Handlungsstrang verzichtet es. Dieser wurde erst mit der Erweiterung Balance of Power nachgeliefert.
X-Wing Alliance wurde 1999 als abschließender Teil der X-Wing-Reihe von LucasArts veröffentlicht. Das Konzept ähnelt den ersten beiden Teilen der Reihe. Der Spieler beginnt eine Karriere als Mitglied einer Händlerfamilie und erhält in der ersten Mission sein eigenes Raumschiff. Im Gegensatz zu den Vorgängerspielen ist dies anstelle eines Sternjägers ein Frachtschiff. Erst nachdem der Spieler sich der Rebellenallianz angeschlossen hat, werden die aus den Filmen bekannten Raumschifftypen übernommen.
X-Wing wurde von den Kritikern positiv aufgenommen. Tester lobten das authentische Verhalten der Raumschiffe, auch wenn es sehr anspruchsvoll sei. Das Spiel erhielt mehrere Auszeichnungen, darunter den Origin Award. Auch aus kommerzieller Sicht war X-Wing erfolgreich. Es entwickelte sich schnell zu einem der erfolgreichsten Spiele des Jahres 1993. Auch TIE Fighter wurde von der Presse gelobt. Tester bezeichneten es bisweilen als beste Flugsimulation aller Zeiten. Für Alliance fielen die Bewertungen ähnlich aus. Lediglich der dritte Teil wurde stärker kritisiert. Tester beklagten verwirrende Menüs sowie Stabilitätsprobleme.

### Rebel Assault (1993–1996)
Die Rebel-Assault-Reihe umfasst zwei Spiele und begann im Jahr 1993 mit der Veröffentlichung von Star Wars: Rebel Assault. 1996 erschien als zweiter und letzter Teil Rebel Assault II – The Hidden Empire. Beide Spiele zählen zu dem Genre der Rail Shooter. Das bedeutet, der Spieler verfügt meist über stark eingeschränkte Bewegungsfreiheit und konzentriert sich nur auf das Abschießen gegnerischer Einheiten.
Die Handlung des ersten Teils stellt eine alternative Erzählung von Episode IV dar, der zweite fügt sich in die Trilogie ein. Der Spieler übernimmt die Rolle des jungen Rebellen-Piloten Rookie 1 und absolviert verschiedene Einsätze im Kampf gegen das Imperium.

### Dark Forces/Jedi Knight (1995–2003)

Logo von Jedi Knight

Unter dem Titel Dark Forces erschien 1995 der erste kommerzielle Ego-Shooter mit Star-Wars-Thematik. Hauptfigur des Spiels ist der Söldner Kyle Katarn, der im Auftrag der Rebellion ein imperiales Waffenprojekt sabotiert. Das Spiel erhielt Lob für seinen hohen Schwierigkeitsgrad und seine abwechslungsreichen Spielmechaniken. Allerdings wurde es von der Bundesprüfstelle für jugendgefährdende Schriften aufgrund seiner Gewaltdarstellung indiziert.
Aufgrund positiver Kritiken und hoher Verkaufszahlen erschienen zwischen 1997 und 2003 vier Nachfolger. Um negative Assoziationen mit der Gewaltdarstellung des Vorgängers zu vermeiden, wurde der Name Dark Forces abgelegt und durch Jedi Knight ersetzt. Sie behandeln thematisch den Werdegang von Katarn vom Söldner hin zu einem Jedi. Tester lobten an diesen Titeln die weiträumigen Spielwelten und die damit verbundene große Handlungsfreiheit des Spielers.

### Rogue Squadron (1998–2003)
Die Spiele der Rogue-Squadron-Reihe wurden als Shoot-’em-up-Spiele konzipiert. Sie behandeln eine ähnliche Thematik wie die der X-Wing-Reihe, besitzen jedoch eher einen Action- als einen Simulationscharakter. Die Serie umfasst drei Titel, die von Factor 5 entwickelt wurden. Das erste Spiel, Rogue Squadron, erschien im Dezember 1998 für Nintendo 64 und Windows. Das Spiel wurde vom Publikum positiv aufgenommen, gelobt wurden insbesondere die Menge vertonter Sequenzen, die für die damaligen Verhältnisse außergewöhnlich hoch war. Rogue Squadron erreichte Verkaufszahlen von über 1,5 Millionen und erhielt einen Origins Award als Bestes Actionspiel 1998.
Bis 2003 folgten zwei Nachfolger, die aufgrund der schwächeren Verkaufszahlen der Windows-Fassung von Rogue Squadron nur für die Nintendo-Konsole GameCube erschienen.

### Knights of the Old Republic (2003–2004)
Knights of the Old Republic ist ein Rollenspiel, das rund 4.000 Jahre vor den Filmen spielt. Es behandelt einen Krieg zwischen der Republik und den Sith.
Nach Erscheinen fand das Spiel großen Anklang bei Spielern und Testern. Als wegweisend bewerteten letztere unter anderem die Erzählweise des Spiels in Dialogform, die Inszenierung der Charaktere und die Handlung. Es erhielt zahlreiche Preise, darunter den Game Developers Choice Award als Spiel des Jahres 2003 oder einen BAFTA-Award. Außerdem war es Basis für einige Romane und Comics.
Der Nachfolger Knights of the Old Republic 2: The Sith-Lords spielt fünf Jahre nach dem Original. Auch dieses Spiel erhielt mehrere Auszeichnungen, darunter die des „Bestes Rollenspiel des Jahres 2005“.
Star Wars: The Old Republic ist ein MMORPG und erschien am 20. Dezember 2011. Es zählt zwar nicht zur Knights-of-the-Old-Republic-Serie, baut jedoch handlungstechnisch auf dieser auf.

### Battlefront (seit 2004)

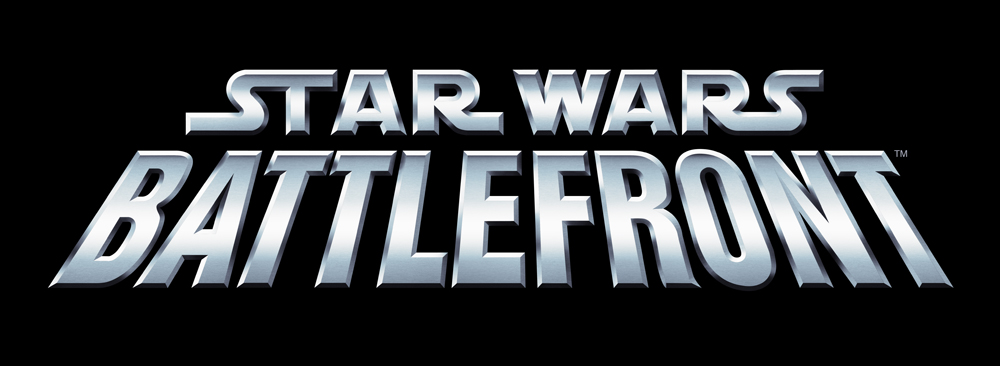
Logo von Battlefront

Die Spiele der Battlefront-Reihe sind als Ego- und Third-Person-Shooter konzipiert und ähneln vor allem Battlefield-Titeln. Die Reihe wurde ursprünglich vom Studio Pandemic begonnen, das die ersten beiden Teile entwickelt hat. Neben lose zusammenhängenden Kampagnenmissionen hatten die Titel auf allen Plattformen einen ausgeprägten Mehrspieler-Modus, in dem teilweise bis zu 64 Spieler gegeneinander spielen konnten.
Die Battlefront-Titel wurden positiv aufgenommen. Kritiker lobten die Verwendung der Star-Wars-Lizenz, die Battlefront eine Sonderstellung unter Shootern gibt. Allerdings kritisierten sie häufig, dass die Spielmechanik selbst an einigen Stellen veraltet sei, etwa bei der künstlichen Intelligenz.
Nach mehreren Entwicklerwechseln wurde das schwedische Studio DICE nach dem Aufkauf von LucasArts durch Disney mit der Entwicklung eines neuen Battlefront beauftragt.

### Lego Star Wars (seit 2005)

Logo von Lego Star Wars

Die Spiele der Reihe Lego Star Wars stellen die Handlung der Filme sowie der Animationsserie Star Wars: The Clone Wars im Lego-Stil dar. Sie wurden von Traveller’s Tales entwickelt und von Eidos veröffentlicht.
Die Spiele folgen einem ähnlichen Aufbau, der an Jump-’n’-Run-Spiele angelehnt ist. Der Spieler steuert bekannte Figuren aus den Filmen in Lego-typischer Bausteinform und durchquert mit ihnen zahlreiche Level durch Kämpfen und das Bewältigen von Rätseln. Neben dem Durchqueren von Leveln ist das Erkunden dieser ein zentrales Spielelement. In den Spielwelten sind zahlreiche Legosteine, besondere Bauteile oder wertvolle Behälter versteckt. Der Spieler ist dabei stets nur Teil eines Teams aus mehreren Figuren, von denen eine zweite durch einen weiteren Spieler, oder ersatzweise durch den Computer, gesteuert werden kann. Während dieses im Modus „Story“, in dem der Spieler vorrangig die Geschichte nachspielt, aus mehreren Figuren bestehen kann, die aber auf die Charaktere der Originalhandlung beschränkt sind, gibt es im „Freien Spiel“ immer nur maximal zwei Figuren (eine für jeden Spieler), die aber unabhängig vom Level jederzeit beliebig gegen andere freigeschaltete Charaktere ausgewechselt werden können, um bei Bedarf deren Spezialfähigkeiten einzusetzen, auf die im Story-Modus nicht zugegriffen werden kann, damit neue Gebiete zu erreichen und so alle Sammelobjekte zu finden.
Der erste Titel, Lego Star Wars, erschien 2005 für mehrere Plattformen. Es behandelt die Star-Wars-Episoden I, II und III. 2006 erschien Lego Star Wars II, das die Episoden IV, V und VI abdeckt. 2007 erschien Lego Star Wars: Die komplette Saga, das im Wesentlichen die ersten beiden Spiele miteinander kombiniert. Am 25. März 2011 erschien der nächste Titel unter dem Namen Lego Star Wars III: The Clone Wars. Dieser befasst sich mit den Geschehnissen der Serie Star Wars: The Clone Wars. Am 28. Juni 2016 wurde mit Lego Star Wars: Das Erwachen der Macht ein weiterer Teil veröffentlicht, der sich um Episode VII dreht. Am 5. April 2022 erschien der aktuellste Teil der Serie mit dem Titel Lego Star Wars: Die Skywalker Saga, der alle neun bis dato veröffentlichten Filme behandelt.

### The Force Unleashed (2008–2010)
The Force Unleashed ist ein 2008 erschienenes Action-Videospiel, das sich um einen bisher unbekannten Schüler Darth Vaders dreht, der für diesen geheime Aufträge durchführt. Dabei wurde besonderes Augenmerk auf dessen Lichtschwertkampf und Machtfähigkeiten gesetzt, welche durch imposante Effekte dargestellt werden. Durch in den Levels verteilte Fundgegenstände kann der Spieler zusätzliche Lichtschwerter und Kostüme freischalten, mit denen er die Levels erneut bestreiten kann.
2010 erschien die Fortsetzung The Force Unleashed II, welche jedoch durchweg schlechter bewertet wurde als der Vorgänger.
Ähnlich wie schon bei Shadows of the Empire wurde The Force Unleashed zu einem Multimediaprojekt mit Romanen und Comics gestaltet, die die Handlung der Spiele unterstützen und erweitern.

### Vader Immortal (2019)
Die Trilogie Vader Immortal ist ein Virtual-Reality-basiertes Action-Adventure, das aus Egoperspektive gespielt wird. Entwickelt wurde das Spiel von ILMxLAB, dem VR-Studio von Lucasfilm, in Zusammenarbeit mit Oculus. Die drei Episoden wurden im Mai, August und November 2019 veröffentlicht, und zwar zunächst für das autarke VR-Headset Oculus Quest, später auch für die PC-basierte Oculus Rift.
Die Handlung des Spiels wird dem offiziellen Kanon zugerechnet und ist zwischen den Filmen Die Rache der Sith und Rogue One angesiedelt. Der Spieler schlüpft in die Rolle eines machtsensitiven Schmugglers, der dazu gezwungen wird, sein Schiff Windfall auf dem Planeten Mustafar zu landen, wo er von Darth Vader für eine besondere Aufgabe rekrutiert wird, die ihn aber in einen Interessenkonflikt mit den Ureinwohnern des Planeten führt. Handlungsort ist überwiegend Vaders Festung auf Mustafar sowie unterirdische Anlagen und Höhlen unter der Oberfläche. Der Spieler befindet sich die meiste Zeit in Begleitung seines Kopiloten, des Droiden ZO-E3. Im Verlauf des Spiels werden diverse Werkzeuge und Waffen gefunden, einschließlich eines Lichtschwertes, das im Kampf benutzt werden kann. Außerdem lernt der Spieler, gewisse Fähigkeiten der Macht zu nutzen, etwa um Felsbrocken zu bewegen. Die Spielzeit pro Episode beträgt rund 45 bis 60 Minuten.
Neben der Haupthandlung enthält jede Episode zusätzlich ein Level-basiertes, zeitlich nicht begrenztes Trainingsspiel namens „Vader’s Dojo“. Hier kann man gegen verschiedene Arten von Trainings- und Kampfdroiden, aggressive Tiere und Sturmtruppen kämpfen. Zu Beginn steht zunächst ein gewöhnliches Lichtschwert zur Verfügung, später stehen auch weitere Waffen zur Verfügung, darunter Blaster, Thermaldetonatoren und Machtblitze. Durch Sammeln von Punkten kann man in höheren Leveln bestimmte Dinge erwerben, etwa Kristalle für sein Lichtschwert, um die Farbe seiner Klinge zu ändern.

## Gesamtüberblick
Die folgende Tabelle gibt einen Gesamtüberblick über bisher erschienene Star-Wars-Titel und in Entwicklung befindliche Star-Wars-Videospiele. Die Tabelle ist aufgeschlüsselt nach Titel, Entwickler, dem Jahr der Erstveröffentlichung sowie den Plattformen, für die die Titel erschienenen sind. Die letzte Spalte gibt an, ob die Spiele und deren Handlung, Orte und Charaktere offizieller Teil des Kanons sind. Zum Star-Wars-Kanon gehören die Kinofilme, die Serien The Clone Wars und Rebels sowie alle (mit wenigen Ausnahmen) ab April 2014 erschienene und neu veröffentlichte, weitere Star-Wars-Medien. Star-Wars-Neuerscheinungen werden in Kooperation mit der sogenannten Lucasfilm Story Group erarbeitet, um die Kontinuität zwischen den einzelnen Werken zu wahren. Mit der Übernahme der Star-Wars-Marke durch Disney im Jahr 2012 gab Disney bekannt, dass das ehemalige erweiterte Universum nicht mehr zum offiziellen Kanon gehöre und unabhängig unter dem Sammelnamen Legends fortbestehe.
| Logo | Titel                                      | Jahr | Genre                             | Entwickler                     | Plattformen | Beschreibung | Kanon             |
| ---- | ------------------------------------------ | ---- | --------------------------------- | ------------------------------ | --- | --- | ----------------- |
|      | Star Wars: The Empire Strikes Back         | 1982 | Shoot ’em up                      | Parker Brothers                | Atari 2600, Intellivision                                                                                               | Erstes Star-Wars-Videospiel. Der Spieler versucht in der Rolle von Luke Skywalker den Angriff der Imperialen Truppen auf die Rebellenbasis auf Hoth aufzuhalten.                                                                       | nein              |
|      | Death Star Battle                          | 1983 | Shoot ’em up                      | Parker Brothers                | Atari 400, Atari 800, Atari 2600, Atari 5200, ZX Spectrum                                                               | Das Spiel behandelt die Schlacht von Endor. Der Spieler steuert den Millennium Falcon und versucht, den Todesstern zu zerstören. | nein              |
|      | Jedi Arena                                 | 1983 | Action                            | Parker Brothers                | Atari 2600 | Der Spieler übernimmt die Rolle eines Jedi und versucht mit seinem Lichtschwert Schüsse, die von einem Droiden abgegeben werden, auf einen gegnerischen Jedi abzulenken.                                                               | nein              |
|      | The Arcade Game                            | 1983 |                                   | Atari, Brøderbund              | Arcade, Atari 2600, Atari 5200, ColecoVision, C64, Amiga, Atari ST, Amstrad CPC, ZX Spectrum, Acorn Electron, BBC Micro | | nein              |
|      | Star Wars                                  | 1983 |                                   | Atari                          | Amiga, Amstrad CPC, Atari ST, Atari 2600, Atari 5200, C64, ZX Spectrum, Arcade, ColecoVision                            | | nein              |
|      | The Empire Strikes Back                    | 1987 |                                   | Atari                          | Amiga, Amstrad CPC, Atari 2600, Atari 5200, Atari ST, C64, ZX Spectrum, ColecoVision                                    | | nein              |
|      | Star Wars                                  | 1987 | Action                            | Namco                          | NES | | nein              |
|      | Return of the Jedi                         | 1988 |                                   | Atari                          | Amiga, Amstrad CPC, Atari ST, C64, ZX Spectrum                                                                          | | nein              |
|      | Star Wars                                  | 1991 |                                   | Beam Software                  | NES, Game Boy, Sega Master System                                                                                       | | nein              |
|      | Super Star Wars                            | 1992 | Action, Abenteuer                 | SculpturedSoftware             | SNES, Virtual Console, PS4, PS Vita                                                                                     | | nein              |
|      | Arcade                                     | 1993 |                                   | Brøderbund                     | Arcade, Sega 32X | | nein              |
|      | X-Wing                                     | 1993 | Weltraum-Flugsimulation           | LucasArts                      | MS-DOS, Mac OS | | nein              |
|      | Chess                                      | 1993 |                                   | Software Toolworks             | Sega Mega-CD | | nein              |
|      | Rebel Assault                              | 1993 | Rail Shooter                      | LucasArts                      | MS-DOS, Mac OS, 3DO, Sega CD                                                                                            | | nein              |
|      | Super Empire Strikes Back                  | 1993 |                                   | SculpturedSoftware             | SNES, Virtual Console                                                                                                   | | nein              |
|      | Super Return of the Jedi                   | 1994 |                                   | SculpturedSoftware             | SNES, Virtual Console, Game Boy                                                                                         | | nein              |
|      | Tie Fighter                                | 1994 |                                   | LucasArts                      | Windows, MS-DOS, Macintosh                                                                                              | | nein              |
|      | Rebel Assault II                           | 1995 |                                   | LucasArts                      | PlayStation, Windows, Macintosh                                                                                         | | nein              |
|      | Dark Forces                                | 1995 |                                   | LucasArts                      | PlayStation, MS-DOS, Macintosh                                                                                          | Auftakt der Jedi-Knight-Reihe um Kyle Katarn. | nein              |
|      | Shadows of the Empire                      | 1997 |                                   | LucasArts                      | N64, Windows | | nein              |
|      | Masters of Teräs Käsi                      | 1997 | Kampfspiel                        | LucasArts                      | PlayStation | | nein              |
|      | Jedi Knight: Dark Forces II                | 1997 | Ego-Shooter                       | LucasArts                      | Windows | Zweiter Teil der Jedi-Knight-Reihe. | nein              |
|      | Yoda Stories                               | 1997 | Adventure                         | LucasArts                      | Windows, Game Boy Color                                                                                                 | | nein              |
|      | Monopoly                                   | 1997 |                                   | LucasArts                      | Windows | | nein              |
|      | X-Wing vs. Tie-Fighter                     | 1997 | Weltraum-Flugsimulation           | Totally Games                  | Windows | | nein              |
|      | Rebellion                                  | 1998 | Echtzeit-Strategiespiel           | Coolhand Interactive           | Windows | | nein              |
|      | Millennium Falcon                          | 1998 |                                   | Hasbro                         | Windows | | nein              |
|      | Droid Works                                | 1998 |                                   | Lucas Learning                 | Windows, Macintosh | | nein              |
|      | Rogue Squadron                             | 1998 | Shoot ’em up                      | Factor 5                       | Windows, N64 | | nein              |
|      | Behind the Magic                           | 1998 |                                   | LucasArts                      | Windows, Macintosh | | nein              |
|      | Episode I: Racer                           | 1999 |                                   | LucasArts                      | Windows, Dreamcast, N64, Game Boy Color, Gamecube                                                                       | | nein              |
|      | Die dunkle Bedrohung                       | 1999 |                                   | Big Ape Productions            | PlayStation, Windows | | nein              |
|      | Jedi Knight: Mysteries of the Sith         | 1998 |                                   | LucasArts                      | Windows | Erweiterung zu Dark Forces II | nein              |
|      | X-Wing Alliance                            | 1999 |                                   | Totally Games                  | Windows | | nein              |
|      | Math: Jabba’s Game Galaxy                  | 2000 |                                   | Lucas Learning                 | Windows | | nein              |
|      | Obi-Wan’s Adventures                       | 2000 |                                   | HotGen                         | Game Boy Color | | nein              |
|      | Anakin’s Speedway: Build and Drive         | 2000 |                                   | Lucas Learning                 | Windows, Macintosh | | nein              |
|      | Episode I: Jedi Power Battles              | 2000 |                                   | LucasArts                      | Game Boy Advance, Dreamcast, PlayStation                                                                                | | nein              |
|      | Force Commander                            | 2000 |                                   | LucasArts                      | Windows | | nein              |
|      | Battle for Naboo                           | 2000 |                                   | Factor 5                       | N64 | | nein              |
|      | Starfighter                                | 2001 |                                   | LucasArts                      | Arcade | | nein              |
|      | Demolition                                 | 2000 |                                   | Luxoflux                       | Dreamcast | | nein              |
|      | Galactic Battlegrounds                     | 2001 | Echtzeit-Strategiespiel           | LucasArts                      | Windows, Mac OS X | | nein              |
|      | Rogue Squadron II                          | 2001 |                                   | Factor 5                       | GameCube | | nein              |
|      | Super Bombad Racing                        | 2001 |                                   | Lucas Learning                 | PS2 | | nein              |
|      | Episode II: Attack of the Clones           | 2002 |                                   | LucasArts                      | Game Boy Advance | | nein              |
|      | Racer Revenge                              | 2002 |                                   | Rainbow Studios                | PS2 | | nein              |
|      | The Clone Wars                             | 2002 |                                   | Pandemic Studios               | GameCube, PS2 | | nein              |
|      | Jedi Starfighter                           | 2002 |                                   | LucasArts                      | PS4, PS2, Xbox | | nein              |
|      | Bounty Hunter                              | 2002 | Action, Abenteuer                 | LucasArts                      | GameCube, PlayStation 2, PlayStation 3, PlayStation 4                                                                   | | nein              |
|      | Jedi Knight II: Jedi Outcast               | 2002 |                                   | Raven Software                 | Windows, Xbox, GameCube                                                                                                 | Dritter Teil der Jedi-Knight-Reihe um Kyle Katarn. | nein              |
|      | The New Droid Army                         | 2002 |                                   | Helixe                         | Game Boy Advance | | nein              |
|      | Obi-Wan                                    | 2002 |                                   | LucasArts                      | Xbox | | nein              |
|      | Lethal Alliance                            | 2002 |                                   | LucasArts                      | PSP, Nintendo DS | | nein              |
|      | Jedi Knight: Jedi Academy                  | 2003 |                                   | Raven Software                 | Windows | Letzter Teil der Jedi-Knight-Reihe. | nein              |
|      | Flight of the Falcon                       | 2003 |                                   | Pocket Studios                 | Game Boy Advance | | nein              |
|      | The Battle of Endor                        | 2003 |                                   | Bruneras                       | Windows | | nein              |
|      | Galaxies                                   | 2003 | Echtzeit-Strategiespiel           | Sony                           | Windows | | nein              |
|      | Rogue Squadron III                         | 2003 |                                   | Factor 5                       | GameCube | | nein              |
|      | Knights of the Old Republic                | 2003 | Rollenspiel                       | BioWare                        | Windows, Mac OS, Xbox, iOS, Amazon Fire TV                                                                              | Das Spiel spielt circa 4000 Jahre vor der Handlung von Krieg der Sterne und behandelt den Krieg zwischen Darth Malaks Sith-Truppen und der Galaktischen Republik.                                                                      | nein              |
|      | The Battle of Yavin                        | 2004 |                                   | Bruneras                       | Windows | | nein              |
|      | Battlefront                                | 2004 | Ego-Shooter, Third-Person-Shooter | Pandemic Studios               | Windows, Xbox, Mac OS, PS2, Mobiltelefon                                                                                | Das Spiel stellt Schlachten an verschiedenen Schauplätzen aus dem Star-Wars-Universum dar, an denen der Spieler als Soldat teilnimmt.                                                                                                  | nein              |
|      | Apprentice of the Force                    | 2004 |                                   | Ubisoft                        | Game Boy Advance | | nein              |
|      | Battlefront II                             | 2005 | Ego-Shooter, Third-Person-Shooter | Pandemic Studios               | PSP, Windows, Xbox, Mac OS, PS2                                                                                         | In der Fortsetzung von Battlefront nimmt der Spieler ähnlich wie im ersten Teil an verschiedenen Schlachten teil. Anders als im Vorgänger kann der Spieler auch in Weltraumgefechten kämpfen und prominente Star-Wars-Figuren steuern. | nein              |
|      | Republic Commando                          | 2005 | Ego-Shooter                       | LucasArts                      | Windows, Xbox | | nein              |
|      | Knights of the Old Republic II             | 2005 | Rollenspiel                       | Obsidian                       | Windows, Xbox, Mac OS, Linux                                                                                            | | nein              |
|      | Die Rache der Sith                         | 2005 | Action-Adventure                  | The Collective                 | Game Boy Advance, Nintendo DS, PS2, Xbox, Mobiltelefon                                                                  | | nein              |
|      | Lego Star Wars                             | 2005 | Action-Adventure                  | Traveller’s Tales              | GameCube, Game Boy Advance, PS2                                                                                         | | nein              |
|      | Lego Star Wars II: Die klassische Trilogie | 2006 | Action-Adventure                  | Traveller’s Tales              | Game Boy Advance, GameCube, PS2, PSP, Nintendo DS                                                                       | | nein              |
|      | Empire at War                              | 2006 | Echtzeit-Strategiespiel           | Petroglyph                     | Windows, Mac OS | Der Spieler übernimmt die Kontrolle über die Rebellenallianz oder über das Imperium und bekämpft diese in Raum- und Bodenschlachten.                                                                                                   | nein              |
|      | Lego Star Wars: Die komplette Saga         | 2007 | Action-Adventure                  | LucasArts                      | iOS, Wii, Xbox 360, PS3, Nintendo DS                                                                                    | | nein              |
|      | Battlefront: Renegade Squadron             | 2007 | Ego-Shooter, Third-Person-Shooter | Rebellion Developments         | PSP | | nein              |
|      | The Force Unleashed                        | 2008 | Action-Adventure                  | LucasArts                      | Windows, PS3, PS2, Xbox 360, Wii, Nintendo DS, N-Gage, PSP                                                              | Star Wars: The Force Unleashed zeigt die unerzählte Geschichte über Lord Vaders geheimen Schüler. | nein              |
|      | Lightsaber Duels                           | 2008 | Action                            | Krome Studios                  | Wii | | nein              |
|      | The Clone Wars – Jedi Alliance             | 2008 |                                   | LucasArts                      | Nintendo DS | | nein              |
|      | The Clone Wars – Republic Heroes           | 2009 |                                   | Krome Studios                  | PSP, Wii, Xbox 360, PS3                                                                                                 | | nein              |
|      | Battlefront: Mobile Squadrons              | 2009 | Ego-Shooter, Third-Person-Shooter | THQ                            | Mobiltelefon | | nein              |
|      | Battlefront: Elite Squadron                | 2009 | Ego-Shooter, Third-Person-Shooter | Rebellion Developments         | PSP | | nein              |
|      | The Force Unleashed II                     | 2010 | Action-Adventure                  | LucasArts                      | Windows, PS3, Xbox 360, Wii, Nintendo DS, iOS                                                                           | | nein              |
|      | The Old Republic                           | 2011 | Online-Rollenspiel                | BioWare                        | Windows | | nein              |
|      | Lego Star Wars III: The Clone Wars         | 2011 | Action-Adventure                  | Traveller’s Tales              | 3DS, Wii, PSP, Nintendo DS, PS3                                                                                         | | nein              |
|      | Kinect Star Wars                           | 2012 | Actionspiel                       | Terminal Reality               | Xbox 360 | | nein              |
|      | Commander                                  | 2014 | Echtzeit-Strategiespiel           | Disney (LucasArts)             | Android, iOS, Windows Phone                                                                                             | | teils             |
|      | Battle Pod                                 | 2015 | Arcade                            | Bandai Namco                   | Arcade | | teils             |
|      | Star Wars: Uprising                        | 2015 | Action-Rollenspiel                | Kabam                          | Android, iOS | | ja                |
|      | Battlefront                                | 2015 | Ego-Shooter, Third-Person-Shooter | EA DICE                        | Windows, Xbox One, PS4                                                                                                  | | teils             |
|      | Lego Star Wars: Das Erwachen der Macht     | 2016 | Action-Adventure                  | Traveller’s Tales              | Windows, Xbox One, Xbox 360, PS4, PS3, PS Vita, Wii U, Nintendo DS, 3DS                                                 | | teils             |
|      | Force Arena                                | 2017 | Strategiespiel                    | Netmarble Games, Lucasfilm     | Android, iOS | | nein              |
|      | Battlefront II                             | 2017 | Ego-Shooter, Third-Person-Shooter | EA DICE                        | Windows, Xbox One, PS4                                                                                                  | | Handlung, Setting |
|      | Vader Immortal                             | 2019 | Virtual-Reality-Action-Adventure  | Lucasfilm (ILMxLAB)            | Oculus Quest, Oculus Rift, PS4                                                                                          | | ja                |
|      | Jedi: Fallen Order                         | 2019 | Third-Person-Action-Adventure     | Respawn Entertainment          | Windows, PS4, Xbox One                                                                                                  | | ja                |
|      | Squadrons                                  | 2020 | Flugsimulation                    | Motive Studios                 | Microsoft Windows, PlayStation 4, Xbox One                                                                              | | ja                |
|      | Tales from the Galaxy’s Edge               | 2020 | Virtual-Reality-Action-Adventure  | Lucasfilm (ILMxLAB)            | Oculus Quest, Oculus Quest 2                                                                                            | | ja                |
|      | Lego Star Wars: Die Skywalker Saga         | 2022 | Action-Adventure                  | Traveller’s Tales              | Windows, PS4, Xbox One, Nintendo Switch                                                                                 | |                   |
|      | Jedi: Survivor                             | 2023 | Third-Person-Action-Adventure     | Respawn Entertainment          | Windows, PS5, Xbox Series                                                                                               | | ja                |
|      | Star Wars: Hunters                         | 2024 | Third-Person-Shooter              | Zynga, NaturalMotion           | Switch, Android, iOS | | ja                |
|      | Star Wars Outlaws                          | 2024 | Third-Person-Action-Adventure     | Massive Entertainment          | Windows, PlayStation 5, Xbox Series                                                                                     | Die Schurkin Kay Vess gibt ihre Bestes, in der Unterwelt Fuß zu fassen und versucht sich an „einem der größten Raubüberfälle, die der Outer Rim je gesehen hat“.                                                                       | teils             |
|      | Star Wars Eclipse                          | TBA  | Action-Adventure                  | Quantic Dream, Lucasfilm Games | | |                   |

## Nicht erschienen
Die ursprünglich bei LucasArts in Entwicklung befindlichen Spiele Star Wars 1313 sowie ein Nachfolger zu Star Wars: The Force Unleashed II wurden nach Übernahme durch Disney 2013 vorerst eingestellt. Auch der Nachfolger von Star Wars: Battlefront 2 aus 2005 wurde aufgrund von mehreren Entwicklungsproblemen eingestellt, einige Spielelemente wurden jedoch in den Ableger Star Wars: Elite Squadron integriert.

## Rollenspiel
1987 veröffentlichte der US-amerikanische Rollenspielverlag West End Games ein Pen-&-Paper-Rollenspiel auf Basis der Star-Wars-Filme. Es wurden über 100 Rollenspielbücher veröffentlicht, bevor West End Games 1999 aus finanziellen Gründen geschlossen wurde. Danach übernahm der Verlag Wizards of the Coast die Lizenz und begann, ein neues Star-Wars-Rollenspielsystem auf Basis des hauseigenen d20-Systems zu veröffentlichen. 2010 wurde im gegenseitigen Einvernehmen die Lizenz jedoch nicht verlängert.

## Brettspiele
Zu bekannten Brettspielen wie Schach, Monopoly, Risiko oder Carcassonne gibt es Star-Wars-Varianten. Seit dem Brettspiel-Boom Anfang der 2010er Jahre wächst das Angebot der auf dem Star-Wars-Universum basierenden Karten- und Brettspiele. Die größten Ableger sind unter anderen Star Wars: Das Kartenspiel und Star Wars: Das Imperium greift an von Fantasy Flight Games bzw. dem Heidelberger Spieleverlag. Darüber hinaus gibt es ältere Brettspiele wie Flucht vom Todesstern (Parker) oder Spiele des Verlags West End Games.